# Congregación Ortiz
Congregación Ortiz es una localidad del estado mexicano de Chihuahua. Es parte del municipio de Rosales.

## Demografía
| Gráfica de evolución demográfica |
|                                  |

| Censo | Población |
| ----- | --------- |
| 1921  | 543       |
| 1930  | 589       |
| 1940  | 814       |
| 1950  | 1 000     |
| 1960  | 1 099     |
| 1970  | 1 688     |
| 1980  | 1 827     |
| 1990  | 2 198     |
| 2000  | 2 348     |
| 2010  | 2 620     |
| 2020  | 2 761     |